# علي هاشم رشيد
علي هاشم رشيد (7 ديسمبر 1919 – 1995) شاعر وإعلامي فلسطيني، وكان عضوًا في المجلس الوطني الفلسطيني الأول عام 1964، ومديرًا عامًا لإذاعة صوت منظمة التحرير الفلسطينية منذ عام 1965 وحتى عام 1969، وهو شقيق الشاعر الفلسطيني هارون هاشم رشيد.

## سيرته
وُلِدَ علي هاشم رشيد في حي الزيتون في مدينة غزة بتاريخ 7 ديسمبر 1919. أتم تعليمه الابتدائي في غزة عام 1935، وأنهى تعليمه الثانوي في الكلية الرشيدية في مدينة القدس عام 1940، ثم نال شهادة امتحان المعلمين في مجال اللغة العربية وآدابها.
عمل مدرّسًا في مدارس فلسطين لمدة أربع عشرة عامًا، ثم عُيِّن في عام 1954 مشرفًا على ركن فلسطين في إذاعة صوت العرب في القاهرة، كما كان رئيسًا لقسم البرامج والتمثيليات في ذات الإذاعة، وفي عام 1958 مثَّلَ فلسطين في مؤتمر اتحاد كُتّاب آسيا وإفريقيا في طشقند.
في عام 1964 كان مُقررًا للجنة الإعلامية للمؤتمر الوطني الفلسطيني الأول في القدس الذي أُعلن فيه عن تأسيس منظمة التحرير الفلسطينية، فكان عضوًا في المجلس الوطني الفلسطيني الأول عام 1964، كما كان عضوًا في دورات المجلس اللاحقة، وفي عام 1965 أصبح مديرًا عامًا لإذاعة صوت منظمة التحرير الفلسطينية التابعة لمنظمة التحرير الفلسطينية واستمر مديرًا عامًا لها حتى عام 1969.
مثَّلَ فلسطين في مؤتمر الأدباء العرب في بغداد عام 1969، وفي مؤتمر الكتاب العرب في القاهرة في ذات العام 1969، كما كان رئيسًا لوفد فلسطين في اتحاد إذاعات الدول العربية في الخرطوم عام 1969، ورئيسًا لاتحاد الكتاب والصحفيين الفلسطينيين فرع مصر، ومُمثلًا لفلسطين في مؤتمر الكتاب والصحفيين الفلسطينيين في كُلٍ من تونس عام 1977 والجزائر عام 1987، ومُمثلًا لفلسطين عام 1986 في اجتماع اللجان العربية لمنظمة تضامن الشعوب الإفريقية الآسيوية.

## مؤلفاته
قدم علي هاشم رشيد عددًا من المؤلفات وهي:
- «أغاني العودة»، ديوان شعر، عام 1960، دار ممفيس للطباعة، القاهرة.
- «رصيف الدموع»، مخطوطة، عام 1960.
- «شموع على الدرب»، ديوان شعر، عام 1967، المؤسسة المصرية العامة للطباعة والنشر، القاهرة.
- «رسالة إلى غزة»، ديوان شعر، عام 1977، الاتحاد العام للكُتّاب والصحفيين الفلسطينيين، بيروت.
- «الطوفان»، ديوان شعر، (مخطوط).
- «فجر الربيع»، ديوان شعر، (مخطوط).
- «السبعة الذين شنقوا»، قصة طويلة مترجمة.
- «سر الراعي»، مخطوطة.
- «قلب إنسان»، مخطوطة.

## روابط خارجية
- علي هاشم رشيد على موقع أرشيف الشارخ.